# 荒神山古墳
荒神山古墳（こうじんやまこふん）は、滋賀県彦根市日夏町・清崎町・三津屋町・石寺町にある古墳。形状は前方後円墳。国の史跡に指定され、出土埴輪は彦根市指定有形文化財に指定されている。
滋賀県では第2位の規模の古墳で、4世紀末（古墳時代中期初頭）頃の築造と推定される。

## 概要

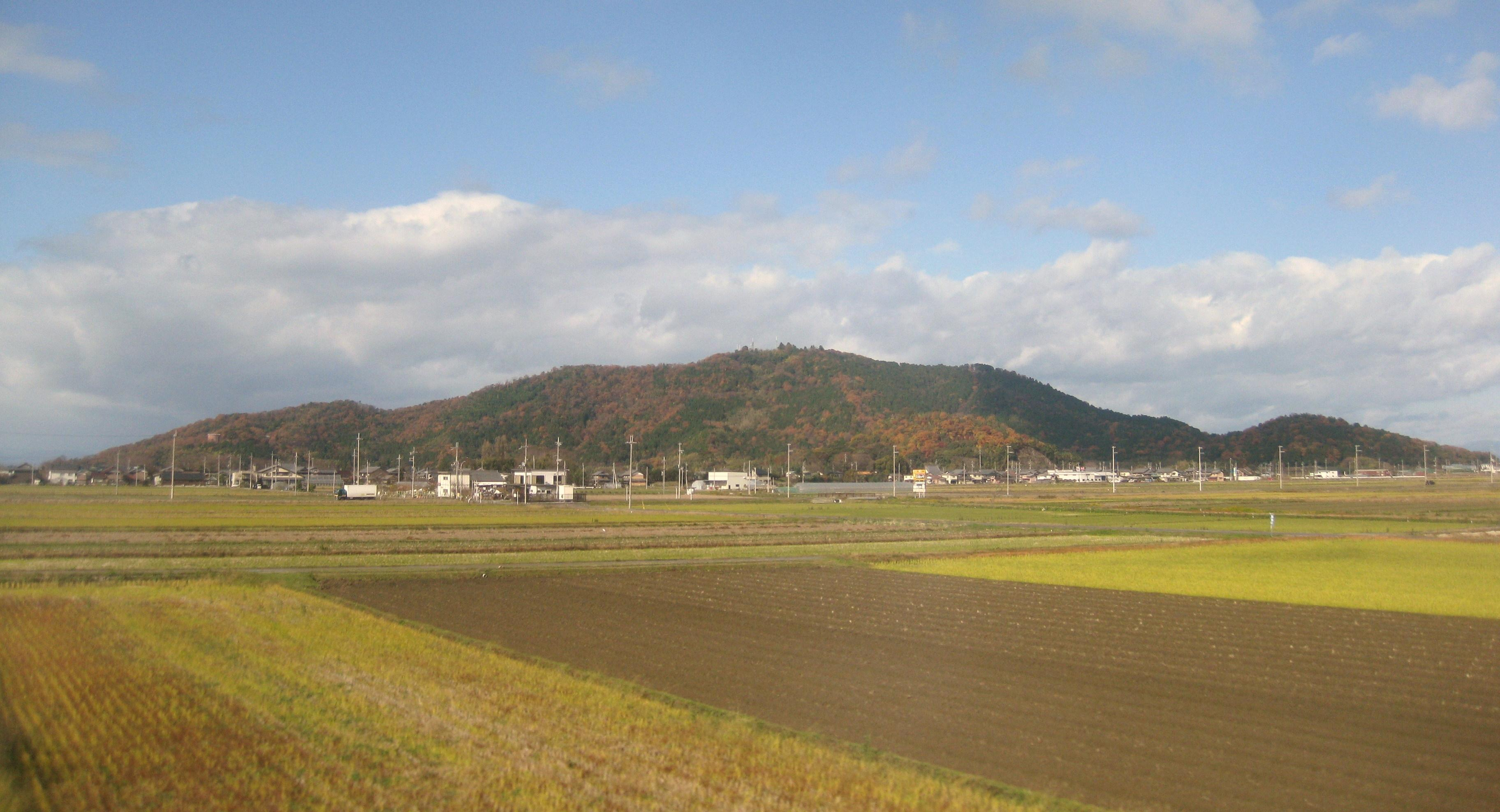
荒神山

滋賀県北東部、琵琶湖東岸にある独立丘陵の荒神山（標高284.1メートル）の尾根に築造された大型前方後円墳である。荒神山では本古墳のほかにも古墳10数基の築造が知られ、それらは荒神山古墳群と総称される。本古墳については2002-2007年（平成14-19年）に測量調査・発掘調査が実施されている。
墳形は前方後円形で、前方部を北北西方に向ける。墳丘は3段築成。墳丘長は124メートルを測るが、これは滋賀県内で安土瓢箪山古墳（近江八幡市、墳丘長134メートル）に次ぐ第2位の規模になる。墳丘外表では葺石のほか、各段で埴輪列が検出されている。埋葬施設は未調査のため不明であるが、後円部中央に盗掘坑と見られる窪みが認められ、周囲に散乱する板石の存在から竪穴式石室であったと推測される。

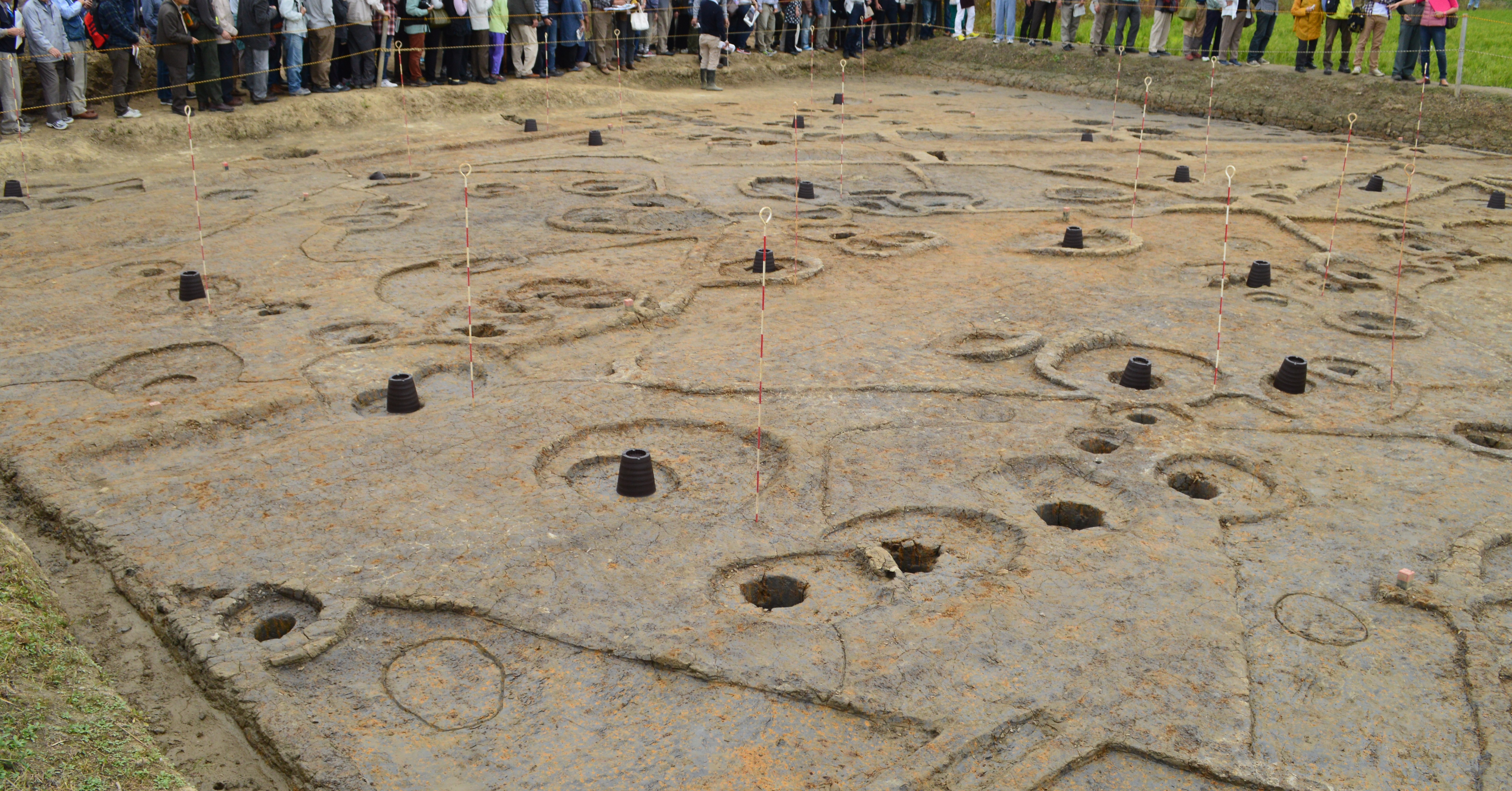
稲部遺跡（彦根市稲部町・彦富町）超大型建物の遺構（2016年度の発掘調査時）。

この荒神山古墳は、古墳形態・出土埴輪等から古墳時代中期初頭の4世紀末頃の築造と推定される。近江地方では、古墳時代の初めは各流域に前方後方墳が営まれ、その後ヤマト王権の伸長を背景に前方後円墳が出現・展開する様相を示すが、湖東地域の場合には、出現期の前方後円墳である雪野山古墳（近江八幡市・東近江市・蒲生郡竜王町）・安土瓢箪山古墳を経て、定型化が一層進んだ畿内型前方後円墳である荒神山古墳の築造に至る。当時は荒神山の山裾まで琵琶湖が迫り、荒神山古墳自体も琵琶湖からの仰望を意識した造りになることから、その被葬者は琵琶湖の水運を掌握したものと推測される。同様の性格を示す大型古墳としては同規模の膳所茶臼山古墳（大津市）も存在し、これらの古墳は琵琶湖を介した当時のヤマト・日本海・東海の各地方間の交流を考察するうえで重要視される古墳になる。なお、荒神山の南方約3キロメートルにある稲部遺跡（彦根市稲部町・彦富町）では、古墳時代初期-前期に超大型建物（最大延床面積188平方メートル）が営まれたことが知られており、荒神山古墳とのつながりが推測されている。
古墳域は2011年（平成23年）に国の史跡に指定され、出土埴輪は2015年（平成27年）に彦根市指定有形文化財に指定されている。

## 遺跡歴
- 2002年（平成14年）3-4月、測量調査（滋賀県立大学考古学研究室・彦根市史編さん室）[3]。
- 2003年度（平成15年度）、第1次発掘調査（彦根市教育委員会）[3]。
- 2004年度（平成16年度）
  - 第2次発掘調査（彦根市教育委員会）[3]。
  - 彦根市指定史跡に指定[3]。
- 2006年度（平成18年度）、第3次発掘調査（彦根市教育委員会）[3]。
- 2007年度（平成19年度）、第4次発掘調査（彦根市教育委員会）[3]。
- 2011年（平成23年）2月7日、国の史跡に指定[4]。
- 2015年（平成27年）3月20日、出土埴輪が彦根市指定有形文化財に指定[8]。

## 墳丘

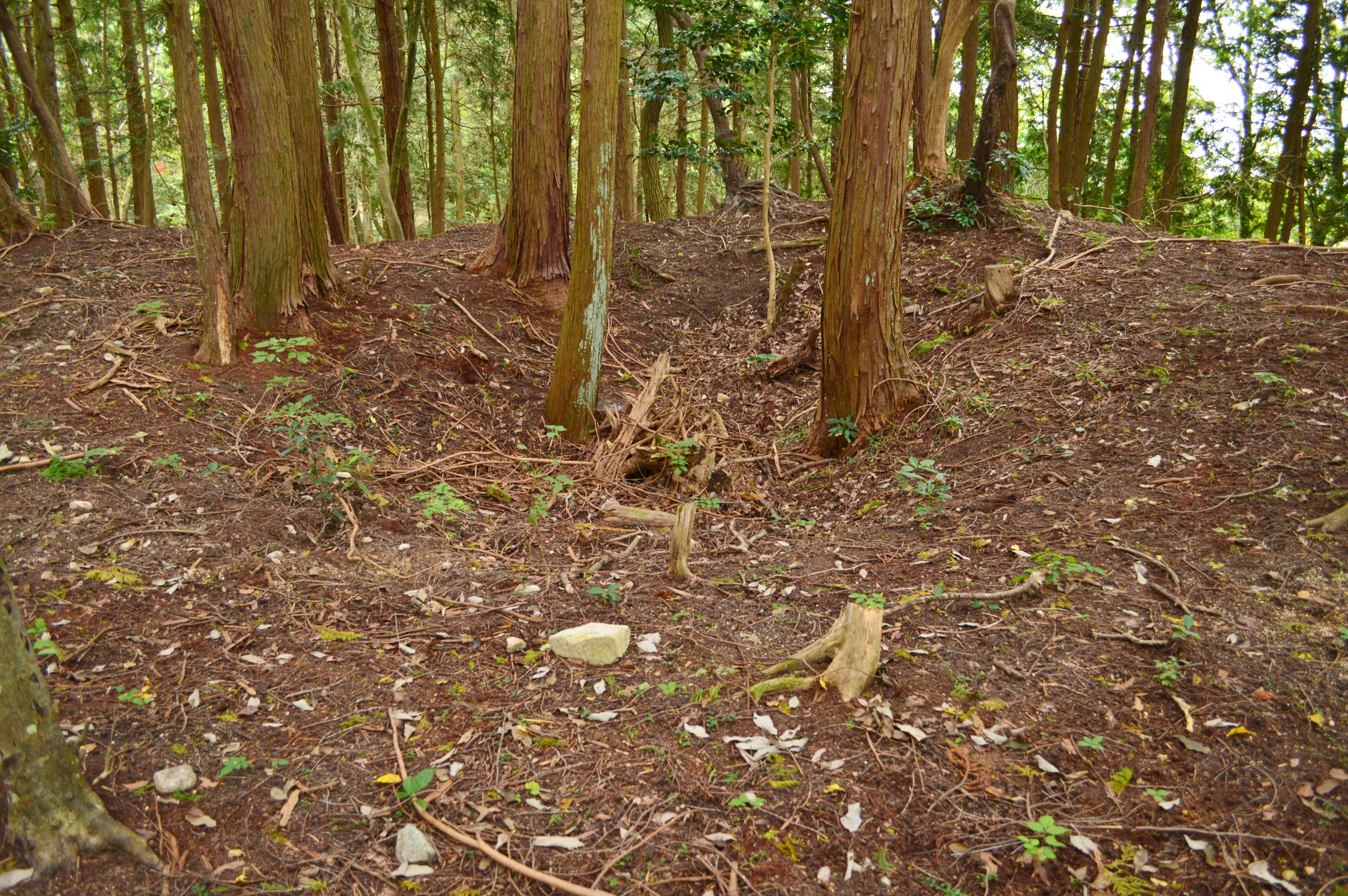
後円部墳頂の陥没坑
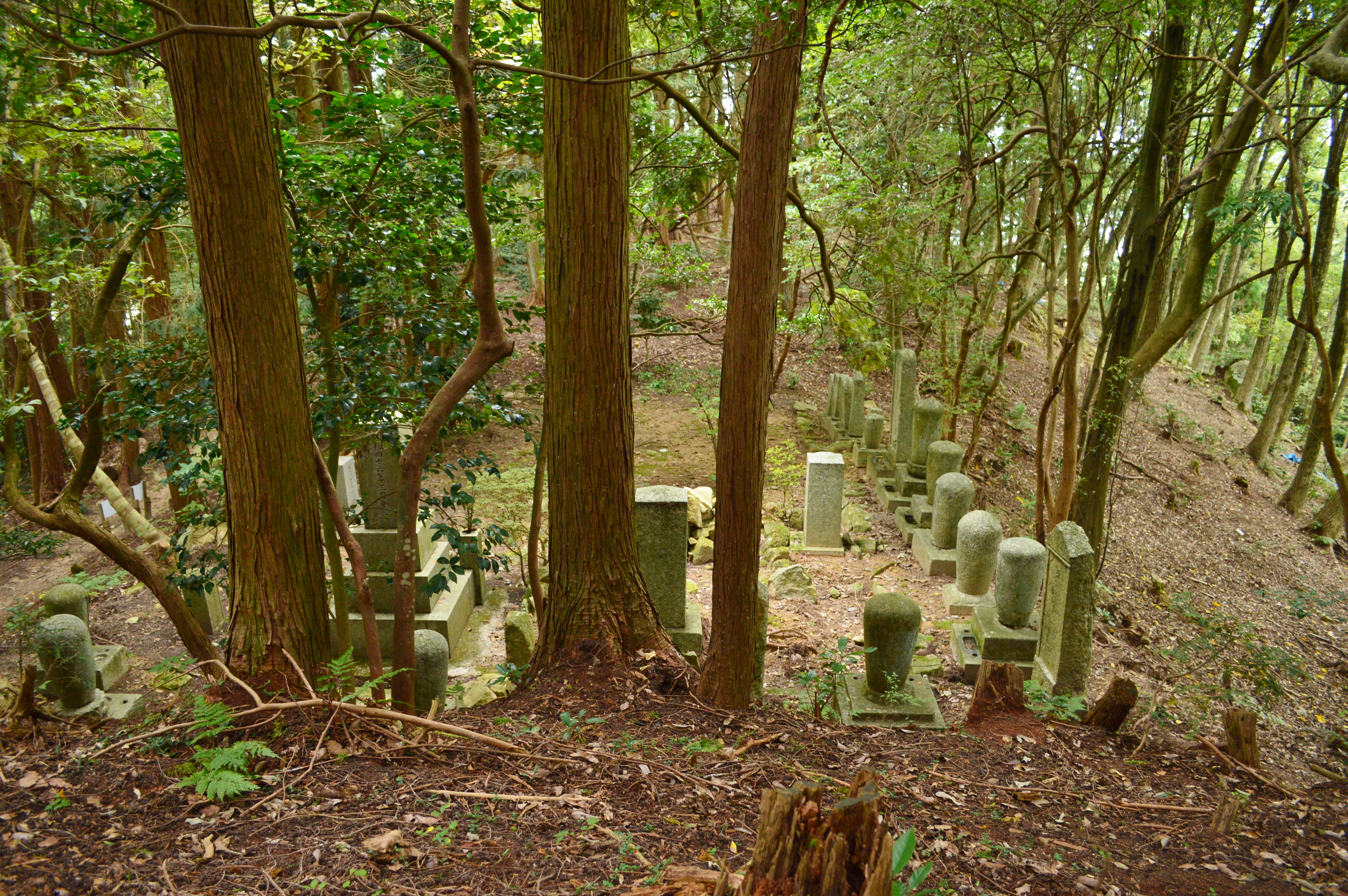
後円部から前方部を望む

墳丘の規模は次の通り。
- 墳丘長：124メートル
- 後円部 - 3段築成。
  - 直径：約80メートル
  - 高さ：約16メートル
- 前方部 - 3段築成。
  - 長さ：約53メートル
  - 幅：約61メートル
  - 高さ：約10メートル
- くびれ部
  - 幅：約52メートル
  - 高さ：約9メートル

現在の墳頂は平坦面であるが、古文書によれば中世に荒神山に陣が置かれたことが知られることから、その際に削平を受けたものと推測される。
- 後円部墳頂の陥没坑
- 後円部から前方部を望む

## 出土品
荒神山古墳からの出土品としては、発掘調査で検出された埴輪がある。これまでに確認されている埴輪の種類は、円筒埴輪（普通円筒埴輪・朝顔形埴輪）・壺形埴輪・形象埴輪（家形埴輪・蓋形埴輪・靫形埴輪・不明埴輪）。これらの埴輪は彦根市指定有形文化財に指定され、開国記念館に保管されている。
そのほかには、荒神山山麓の延寿寺（彦根市稲里町）において、荒神山からの出土と伝世される車輪石片1点がある。同品は緑色凝灰岩製で、荒神山古墳の出土品であるかは明らかでないが、形態に見る年代としては荒神山古墳の時期と一致するものになる。

## 文化財

### 国の史跡
- 荒神山古墳 - 指定範囲は13,150平方メートル。2011年（平成23年）2月7日指定[8][4]。

### 彦根市指定文化財
- 有形文化財
  - 荒神山古墳出土埴輪 188点（考古資料） - 開国記念館保管。2015年（平成27年）3月20日指定[8]。

## 現地情報
所在地
- 滋賀県彦根市日夏町（字日夏山）・清崎町（字山之脇）・三津屋町（字山ノ子）・石寺町（字山王山）[5]

関連施設
- 開国記念館（彦根市金亀町） - 荒神山古墳の出土埴輪等を保管（常設展示なし）。

周辺
- 荒神山神社